# Walter Shenson
Walter Shenson (* 22. Juni 1919 in San Francisco; † 17. Oktober 2000) war ein US-amerikanischer Filmproduzent.

## Leben
Shenson besucht die Stanford University in Kalifornien. Im Zweiten Weltkrieg diente er zwei Jahre in der United States Army. Weltweit bekannt wurde er als Filmproduzent der beiden Beatles-Spielfilme Yeah! Yeah! Yeah! (1964) und Hi-Hi-Hilfe! (1965). Insgesamt war er an rund 18 Produktionen beteiligt.
1971 inszenierte er mit Welcome to the Club seinen ersten und einzigen Film. 

## Filmografie (Auswahl)
- 1948: Reise ins Verderben (Inner Sanctum)
- 1959: Die Maus, die brüllte (The Mouse That Roared)
- 1961: Verpfiffen (A Matter of WHO)
- 1963: Auch die Kleinen wollen nach oben (The Mouse on the Moon)
- 1964: Yeah! Yeah! Yeah! (A Hard Day’s Night)
- 1965: Hi-Hi-Hilfe! (Help!)
- 1968: Trau keinem über 30 (30 Is a Dangerous Age, Cynthia)
- 1969: A Talent for Loving
- 1973: Digby – Der größte Hund der Welt (Digby, the Biggest Dog in the World)
- 1983: Poeten küßt man nicht (Reuben, Reuben)
- 1986: Echo Park
- 1996: Pick Up – Das Mädchen und der Cowboy (Ruby Jean and Joe)